# Premio Jorge Millas
Premio Jorge Millas, fue instituido en 1996 para recordar la obra del destacado intelectual Jorge Millas, fallecido en 1982 y quien fuera académico de la Universidad de Chile y decano de la entonces Facultad de Filosofía y Ciencias Sociales de la Universidad Austral de Chile.
El reconocimiento consiste en un estímulo económico, una medalla conmemorativa con la efigie del distinguido filósofo y un diploma oficial.
Este premio lo entrega la Universidad Austral de Chile, en forma bienal. 
Para poder ser acreedor de dicho premio se realizan postulaciones.
Para la versión 2010, el jurado estuvo compuesto por el galardonado del año 2008, el exrector de la Universidad de Chile, Jaime Lavados; el exrector de la Pontificia Universidad Católica de Valparaíso, Alfonso Muga, y el rector de la Universidad Austral, Víctor Cubillos, quienes resolvieron en forma unánime entregar el premio a Juan de Dios Vial Correa.

## Condecorados
- 1996: Humberto Giannini Iñiguez
- 1998: Agustín Squella Narducci
- 2000: Fernando Oyarzun Peña
- 2002: Italo Caorsi Chouquer
- 2004: Luis Eduardo González Fiegehen
- 2006: Carla Cordua
- 2008: Jaime Lavados.
- 2010: Juan de Dios Vial Correa.
- 2012: Humberto Giannini.[2]
- 2014: Pablo Oyarzún.[3]
- 2016: Francisco Javier Gil.[4]
- 2019: María Angélica Illanes

[actualizar]